# 水曜エンタ!
『水曜エンタ!』（すいようエンタ!、WEDNESDAY ENTERTAINMENT）は、2012年1月18日から3月21日まで、TBS系列で放送されていた毎日放送（MBS）制作の単発特別番組枠（つなぎ番組）である。放送時間は毎週水曜21:00 - 22:48（JST）。

## 概要
元々、21・22時の枠はMBS制作で、1時間ごとのバラエティ番組（前者は2010年10月にTBSから枠を委譲、金曜日19時枠以来1年半ぶり、後者は2005年10月に火曜日22時枠と製作枠を交換）を放送していたが、両枠に放送していた番組とも短期間での終了が相次いでいた。2011年10月19日からはこの枠を2時間に統合して元々22時台の1時間番組であった『ジャパーン47ch』を『ジャパーン47chスーパー!』と改題して延長・拡大放送していたが、同年12月7日をもって終了、この後に開始されたのが本番組である。
　水曜日の単発枠としてはTBS制作の『水トク!（第1期）→水曜スペシャル』が通算で2006年4月 - 2008年9月に編成（19・20時台）されて以来であり、21・22時台の単発枠は『水曜プレミア』（2004年4月 - 2005年9月）以来である。MBS制作の番組は、TBSと交互に制作した『水曜特番』（2005年3月 - 9月）以来の6年4か月ぶりとなるが、毎週の制作は初となる。また、同じ単発特別番組枠で木曜日放送・TBS制作の『スパモク!!』のネット局とは異なり、こちらは全国ネットである。
2012年4月改編により、後継番組に同じ2時間枠でTBS制作の『水曜プレミアシネマ』が、同年4月4日から放送を開始したため、同年3月末で本番組は終了となり、毎日放送担当枠は日曜20時新設の『衝撃速報!アカルイ☆ミライ』との交換（実質1時間分はTBSに返上、半年後に木曜19時の『使える芸能人は誰だ!?プレッシャーバトル!!→プレバト!!』）になる。

## 放送された番組
※枠開始日は上記の通り1月18日からであったが、系列局によっては、1月4日・11日分（この2回は映画枠で、番組制作はTBS側・番組送出はMBS側が行う「実質的な共同制作」であった）に関しても本番組の冠を付けていることを鑑み、この2週分に関しても記すことにする。
| 放送日        | 企画                                                                 | MC・司会・進行・主演                     | 備考              |
| ------------- | -------------------------------------------------------------------- | ---------------------------------------- | ----------------- |
| 2012年1月4日  | 新春ロードショー『おくりびと』                                       | 本木雅弘、広末涼子、山﨑努               | 21分拡大（23:09） |
| 2012年1月11日 | 新春ロードショー『釣りバカ日誌17 あとは能登なれハマとなれ!』         | 西田敏行、三國連太郎、石田ゆり子、大泉洋 | 6分拡大（22:54）  |
| 2012年1月18日 | エスカレートTV〜どんどんスゴくなる映像ショー〜                       | タカアンドトシ                           | TBSとの共同制作   |
| 2012年1月25日 | 笑う経済白書 THEピンキリSHOW                                         | 東野幸治、住吉美紀                       |                   |
| 2012年2月1日  | 門外不出!(秘)エピソード大暴露SP やっちまった伝説（レジェンド）4      | 雨上がり決死隊、優香                     |                   |
| 2012年2月8日  | 北野演芸館2〜たけしが本気で選んだ芸人大集結SP〜                      | ビートたけし、ガタルカナル・タカ         |                   |
| 2012年2月15日 | 宮迫&河本の人生相談〜私はコレで捨てられました〜                      | 宮迫博之、河本準一、SHELLY               |                   |
| 2012年2月22日 | 私の過去よ!さようなら!! ワケあり芸能人のワケあり私物大処分スペシャル | フットボールアワー、和田アキ子           |                   |
| 2012年3月7日  | 芸人ベストパフォーマンス                                             | 千原ジュニア                             |                   |
| 2012年3月14日 | 笑う経済白書 THEピンキリSHOW2                                        | 東野幸治、住吉美紀                       |                   |
| 2012年3月21日 | 密着!芸能人の妻たち〜タレントを支える陰の立役者〜                    | 雨上がり決死隊、SHELLY                   |                   |

## ネット局
| 放送対象地域   | 放送局                                               | 系列    | 放送曜日・放送時間 |
| -------------- | ---------------------------------------------------- | ------- | ------------------ |
| 近畿広域圏     | 毎日放送（MBS） 制作局                               | TBS系列 | 水曜21:00 - 22:48  |
| 関東広域圏     | TBSテレビ（TBS） ※一部の回で番組制作に携わる場合あり | TBS系列 | 水曜21:00 - 22:48  |
| 北海道         | 北海道放送（HBC）                                    | TBS系列 | 水曜21:00 - 22:48  |
| 青森県         | 青森テレビ（ATV）                                    | TBS系列 | 水曜21:00 - 22:48  |
| 岩手県         | IBC岩手放送（IBC）                                   | TBS系列 | 水曜21:00 - 22:48  |
| 宮城県         | 東北放送（TBC）                                      | TBS系列 | 水曜21:00 - 22:48  |
| 山形県         | テレビユー山形（TUY）                                | TBS系列 | 水曜21:00 - 22:48  |
| 福島県         | テレビユー福島（TUF）                                | TBS系列 | 水曜21:00 - 22:48  |
| 山梨県         | テレビ山梨（UTY）                                    | TBS系列 | 水曜21:00 - 22:48  |
| 新潟県         | 新潟放送（BSN）                                      | TBS系列 | 水曜21:00 - 22:48  |
| 長野県         | 信越放送（SBC）                                      | TBS系列 | 水曜21:00 - 22:48  |
| 静岡県         | 静岡放送（SBS）                                      | TBS系列 | 水曜21:00 - 22:48  |
| 富山県         | チューリップテレビ（TUT）                            | TBS系列 | 水曜21:00 - 22:48  |
| 石川県         | 北陸放送（MRO）                                      | TBS系列 | 水曜21:00 - 22:48  |
| 中京広域圏     | 中部日本放送（CBC）                                  | TBS系列 | 水曜21:00 - 22:48  |
| 鳥取県・島根県 | 山陰放送（BSS）                                      | TBS系列 | 水曜21:00 - 22:48  |
| 岡山県・香川県 | 山陽放送（RSK）                                      | TBS系列 | 水曜21:00 - 22:48  |
| 広島県         | 中国放送（RCC）                                      | TBS系列 | 水曜21:00 - 22:48  |
| 山口県         | テレビ山口（tys）                                    | TBS系列 | 水曜21:00 - 22:48  |
| 愛媛県         | あいテレビ（ITV）                                    | TBS系列 | 水曜21:00 - 22:48  |
| 高知県         | テレビ高知（KUTV）                                   | TBS系列 | 水曜21:00 - 22:48  |
| 福岡県         | RKB毎日放送（RKB）                                   | TBS系列 | 水曜21:00 - 22:48  |
| 長崎県         | 長崎放送（NBC）                                      | TBS系列 | 水曜21:00 - 22:48  |
| 熊本県         | 熊本放送（RKK）                                      | TBS系列 | 水曜21:00 - 22:48  |
| 大分県         | 大分放送（OBS）                                      | TBS系列 | 水曜21:00 - 22:48  |
| 宮崎県         | 宮崎放送（MRT）                                      | TBS系列 | 水曜21:00 - 22:48  |
| 鹿児島県       | 南日本放送（MBC）                                    | TBS系列 | 水曜21:00 - 22:48  |
| 沖縄県         | 琉球放送（RBC）                                      | TBS系列 | 水曜21:00 - 22:48  |

- 系列局のない福井県では、福井放送（FBC、日本テレビ系・テレビ朝日系のクロスネット局）で土曜日の午後を中心に単発で放送された。